# Michael Frater
Michael Frater (Manchester, Jamaica, 1982. október 6. –) olimpiai bajnok jamaicai rövidtávfutó, fő száma a 100 méteres síkfutás. Tagja volt a 2008-as olimpián a 4 × 100 méteres síkfutás 16 éves világcsúcsát megdöntő csapatnak, valamint a 2012-ben szintén világcsúccsal győztes váltónak is.

## Pályafutása
Első világbajnokságán, 2003-ban Párizsban már a negyeddöntők során búcsúzni kényszerült. Részt vett a 2004-es olimpián, ahol az elődöntőben esett ki, és a 14. helyen végzett. A 2005-ös világbajnokságon ezüstérmes lett 100 méteres síkfutásban, a 4 × 100 méteres váltóval pedig a negyedik helyen végzett.
A 2008-as olimpián döntőbe jutott 100 méteres síkfutásban, ahol egyéni legjobbját futva 9,97 másodperccel hatodik lett. A 4 × 100 méteres váltó tagjaként Nesta Carterrel, Asafa Powell-lel és Usain Bolttal a döntőben világcsúcsot futva olimpiai bajnokok lettek, azonban 2017-ben Nesta Carter doppingolása folytán utólag kizárták a váltót.
Bátyja, Lindel Frater szintén rövidtávfutó, aki a 2000-es olimpián képviselte Jamaicát.